# Afrikaspiele 2023/3×3-Basketball
Bei den Afrikaspielen 2023 in der ghanaischen Hauptstadt Accra fanden vom 18. bis 22. März 2024 im 3×3-Basketball insgesamt vier Wettbewerbe statt, davon je einer in der Altersklasse U23 bei den Männern und bei den Frauen sowie zwei gemischte Wettkämpfe. Austragungsort war die Universität von Ghana.

## Bilanz

### Medaillenspiegel
| Platz  | Land                         | Gold | Silber | Bronze | Gesamt |
| ------ | ---------------------------- | ---- | ------ | ------ | ------ |
| 1      | Mali                         | 2    | —      | —      | 2      |
| 2      | Algerien                     | 1    | —      | 1      | 2      |
| 3      | Ägypten                      | 1    | —      | —      | 1      |
| 4      | Ghana                        | —    | 1      | 1      | 2      |
| 5      | Benin                        | —    | 1      | —      | 1      |
| 5      | Burkina Faso                 | —    | 1      | —      | 1      |
| 5      | Nigeria                      | —    | 1      | —      | 1      |
| 8      | Demokratische Republik Kongo | —    | —      | 1      | 1      |
| 8      | Uganda                       | —    | —      | 1      | 1      |
| Gesamt | Gesamt                       | 4    | 4      | 4      | 12     |

### Medaillengewinner
| Disziplin         | Gold                                                             | Silber                                                                          | Bronze                                                                                                  |
| ----------------- | ---------------------------------------------------------------- | ------------------------------------------------------------------------------- | --- |
| Männer 3×3        | AlgerienZayd Yahiaoui Ryad Lefkir Mehdi Bouhmama Nael Guy Mohand | GhanaFrederick Asante Francis Dake Henry Kpogo Stephen Semey                    | UgandaIan Duncan Lubwama Joel Kayiira Marvin Okurut Peter Obleng                                        |
| Frauen 3×3        | MaliAwa Coulibaly Kadidia Coulibaly Bintou Drame Fatoumata Sanou | NigeriaCynthia Gbihi Isioma Onianwa Donanu Regina Lawrence Agatha Ternadoo Agba | Demokratische Republik KongoNoemie Ayenga Therese Basiki Grace Gemima Mabwa Manzanza Divine Pembe Iyomi |
| Dunk-Contest      | Soumaila Sissouma                                                | Zime Nazif Mora Lafia                                                           | Zayd Yahiaoui                                                                                           |
| Shoot-out-Contest | Habiba Elgizawy                                                  | Abdoul Sami Ouattara                                                            | Hannah Amoako                                                                                           |